# The Yellow and Black Attack
The Yellow and Black Attack! és la primera gravació en estudi de Stryper. És un EP de sis cançons del qual no en van publicar cap single i només es feu un tiratge de 20,000 còpies, car la discogràfica Enigma Records dubtava de quin era llur mercat potencial.
L'èxit de Stryper arribà amb llur primer disc, Soldiers Under Command, i amb la reedició de The Yellow And Black attack. L'EP fou reeditatm, en efecte, el 10 d'agost de 1986 amb dues cançons extres, "Reason For The Season" (que ja havia aparegut al single de 12" nadalenc de 1985 "Winter Wonderland") i una cançó nova de trinca, "My Love I'll Always Show." Malgrat que, com hem dit, The Yellow and Black Attack fos un EP, molts fans el consideren el segon àlbum d'estudi de la banda, a causa de la reedició.

## Llista de cançons (EP de 1984)
1. Loud 'N' Clear (Michael Sweet) – 3:34
2. From Wrong to Right (Ox Fox, M. Sweet, Robert Sweet) – 3:51
3. You Know What to Do (Fox, Tim Gaines, M. Sweet, R. Sweet) – 4:47
4. C'mon Rock (M. Sweet) – 3:46
5. You Won't be Lonely (M. Sweet) – 3:43
6. Loving You (M. Sweet) – 4:15

## Llista de cançons (reedició de 1986)
1. Loud 'N' Clear (Matthew Sweet) – 3:34
2. From Wrong to Right (O. Fox, M. Sweet, Robert Sweet) – 3:51
3. My Love I'll Always Show (M. Sweet) – 3:38
4. You Know What to Do (O. Fox, Tim Gaines, M. Sweet, R. Sweet) – 4:47
5. C'mon Rock (M. Sweet) – 3:46
6. You Won't be Lonely (M. Sweet) – 3:43
7. Loving You (M. Sweet) – 4:15
8. Reason for the Season (M. Sweet, R. Sweet) – 6:30

## Músics
- Michael Sweet - veu i guitarra
- Robert Sweet - bateria
- Tim Gaines - baix, teclats i veus
- Oz Fox - guitarra i veus